# مارکو آپیکلا
مارکو آپیکلا (انگلیسی: Marco Apicella؛ زادهٔ ۷ اکتبر ۱۹۶۵ در نزدیکی بولونیا) رانندهٔ حرفه‌ای مسابقات اتومبیل‌رانی اهل ایتالیا است. او در جایزه بزرگ ایتالیا ۱۹۹۳ برای تیم جردن در مسابقات فرمول یک مسابقه داده‌است.

## نتایج کامل در فرمول یک
(کلید)
| سال  | شرکت‌کننده  | شاسی     | موتور     | ۱             | ۲     | ۳     | ۴          | ۵       | ۶      | ۷      | ۸      | ۹        | ۱۰    | ۱۱       | ۱۲    | ۱۳         | ۱۴     | ۱۵   | ۱۶       | ق.ر.ج. | امتیاز |
| ---- | ---------- | -------- | --------- | ------------- | ----- | ----- | ---------- | ------- | ------ | ------ | ------ | -------- | ----- | -------- | ----- | ---------- | ------ | ---- | -------- | ------ | ------ |
| ۱۹۹۳ | ساسول جردن | جردن ۱۹۳ | هارت وی۱۰ | آفریقای جنوبی | برزیل | اروپا | سان مارینو | اسپانیا | موناکو | کانادا | فرانسه | بریتانیا | آلمان | مجارستان | بلژیک | ایتالیا ب. | پرتغال | ژاپن | استرالیا | ر.ن.   | ۰      |